# Albert Bartholin
Albert Bartholin (født 1620 i København, død 17. maj 1663) var en dansk rektor og litterærhistoriker, søn af professor Caspar Bartholin. 
Bartholin blev 1640 student fra Herlufsholm og rejste siden udenlands. I 1643 var han i Wittenberg, hvor han imidlertid, vel nærmest som følge af Trediveårskrigen, fandt forholdene næsten opløste og den sædelige tilstand blandt studenterne højst fordærvet. Som dansk var han udsat for forskellige krænkelser. Imidlertid udgav han her en teologisk afhandling. 
Efter hjemkomsten tog han 1645 magistergraden i København og blev samme år professor designatus og rektor ved Frederiksborg Skole. Men Christian IV var ikke tilfreds med ham. 1646 skrev kongen: "Hillerøds skolepersoner blive alle fordærvede (formodentlig ved den jævnlige berøring med hofpersonalet), uden at der skaffes råd i tide"; og 1647 skrev samme fra Frederiksborg til kansleren: "Vorherre give, at rektoren, som er her, snart kunde komme på en højere plads, end han er, thi for denne skole at tjene er han meget for højlærd". 
Imidlertid tog dog discipeltallet betydelig til i hans tid, og Thomas Kingo fandt i ham både en dygtig lærer og en faderlig velynder. Men da Bartholins bryst var svagt, måtte han 1656 have en medhjælper i rektorembedet, og 1660 nødte sygdommen ham til at søge sin afsked. Sin sidste tid tilbragte han i sin broders, Thomas Bartholins, hus. 
I manuskript efterlod han et kortfattet dansk forfatterleksikon (De scriptis Danorum), der 1666 blev udgivet af hans ovennvænte broder. Bartholin var en stor bogven og efterlod sig en ypperlig bogsamling, over hvilken haves en trykt katalog.